# Dorking (kip)
De Dorking wordt als het oudste Engelse kippenras beschouwd en zou reeds ten tijde van het Romeinse rijk bekend geweest zijn. Kenmerkend zijn de zware bouw en de vijftenigheid.

## Geschiedenis
De Romeinse schrijver Lucius Iunius Moderatus Columella beschreef het ras als: "rechthoekig van vorm, groot en breed van borst, met een grote kop en kleine opstaande kam... in de zuiverste vorm met vijf tenen". In 1845, op de eerste Britse pluimveetentoonstelling in Londen werd het ras voor het eerst tentoongesteld. Het werd genoemd naar het plaatsje Dorking in Surrey, waar het ras in de 19e eeuw op grote schaal gefokt werd. In 1874 werd ook een Amerikaanse standaard opgesteld. Momenteel is het ras in alle standaarden van de Entente Européenne d'Aviculture et de Cuniculture opgenomen.

## Kenmerken
De Dorking heeft een rechthoekige vorm met uiterst korte, vijftenige poten (het normale huishoen heeft vier tenen per poot). De kam is relatief klein en enkelvoudig. Het zware ras werd meestal als vleeshoen, maar ook als dubbeldoelhoen gefokt vanwege het gewicht en de eierproductie. In tegenstelling tot vrijwel alle rassen met rode oorlappen legt de Dorking witte eieren. De hanen wegen 4,5–6 kg, de hennen 3,5-4,5 kg. De in Nederland en België erkende kleurslagen zijn: wit, zilverpatrijs, rood (NL) / wildkleur (B), donker zilverpatrijs (NL) / zilverwildkleur (B) en koekoek.

## Afbeeldingen

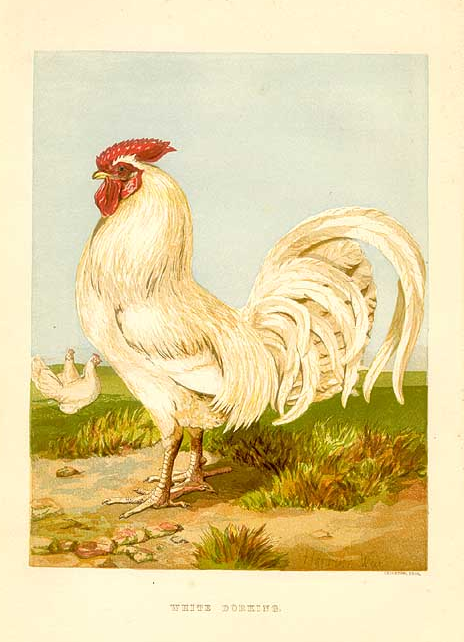
Witte haan met rozenkam
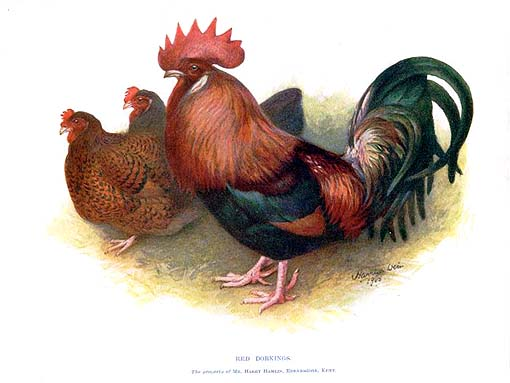
Rood koppel
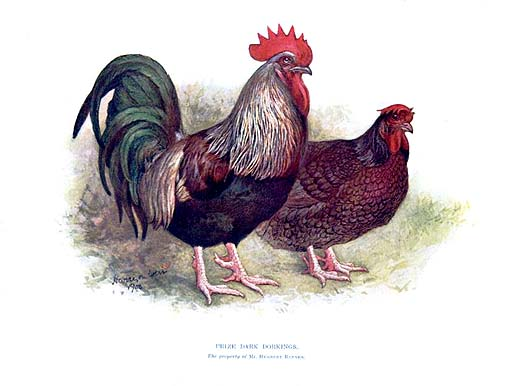
Donkerzilverpatrijs paartje

Aquitaine · Bourbonnaise · Brahma · Buckeye · Cochin · Dorking ·  Langshan (Australisch type) ·  Langshan (Duits type) · Langshan (Modern type) · Indische vechter · Jersey Giant · Marans · Mechelse koekoek · Nederrijns hoen · Noord-Hollands hoen · Prat · Wyandotte